# Pływanie artystyczne na Mistrzostwach Świata w Pływaniu 2022 – zespół dowolnie
Zespół dowolnie – jedna z konkurencji rozgrywanych w ramach pływania artystycznego, podczas mistrzostw świata w pływaniu w 2022. Eliminacje odbyły się 22 czerwca, a finał został rozegrany 24 czerwca.
Do eliminacji zgłoszonych zostało 21 reprezentacji, z których każda mogła wystawić do rywalizacji osiem zawodniczek. Dwanaście zespołów z najlepszą notą awansowało do finałowej rywalizacji.
Zawody w tej konkurencji wygrały reprezentantki Chin Chang Hao, Feng Yu, Wang Ciyue, Wang Liuyi, Wang Qianyi, Xiang Binxuan, Xiao Yanning i Zhang Yayi. Drugą pozycję zajęły zawodniczki z Ukrainy Maryna Ałeksijiwa, Władysława Ałeksijiwa, Ołesia Dierewianczenko, Marta Fiedina, Weronika Hryszko, Sofija Matsijewska, Anhelina Owczynnikowa i Walerija Tyszczenko. Trzecie miejsce zaś wywalczyły pływaczki artystyczne reprezentujące Japonię – Moka Fujii, Moe Higa, Moeka Kijima, Tomoka Sato, Hikari Suzuki, Akane Yanagisawa, Mashiro Yasunaga i Megumu Yoshida.

## Wyniki
| Miejsce | Państwo           | Eliminacje | Eliminacje | Finał   | Finał   |
| Miejsce | Państwo           | Wynik      | Miejsce    | Wynik   | Miejsce |
| ------- | ----------------- | ---------- | ---------- | ------- | ------- |
| 01 !    | Chiny             | 95,8000    | 1.         | 96,7000 | 1.      |
| 02 !    | Ukraina           | 94,3667    | 2.         | 95,0000 | 2.      |
| 03 !    | Japonia           | 92,7667    | 3.         | 93,1333 | 3.      |
| 4.      | Hiszpania         | 91,4333    | 4.         | 92,0000 | 4.      |
| 5.      | Włochy            | 91,2667    | 5.         | 91,9000 | 5.      |
| 6.      | Francja           | 89,1000    | 6.         | 90,2667 | 6.      |
| 7.      | Meksyk            | 87,5333    | 9.         | 88,9667 | 7.      |
| 8.      | Grecja            | 88,4000    | 7.         | 88,1667 | 8.      |
| 9.      | Stany Zjednoczone | 88,3000    | 8.         | 87,4667 | 9.      |
| 10.     | Izrael            | 85,0000    | 10.        | 85,5667 | 10.     |
| 11.     | Kazachstan        | 82,5000    | 11.        | 83,1667 | 11.     |
| 12.     | Wielka Brytania   | 82,3667    | 12.        | 82,8000 | 12.     |
| 13.     | Szwajcaria        | 81,0333    | 13.        | NQ      | NQ      |
| 14.     | Brazylia          | 78,8333    | 14.        | NQ      | NQ      |
| 15.     | Egipt             | 77,4333    | 15.        | NQ      | NQ      |
| 16.     | Singapur          | 75,4333    | 16.        | NQ      | NQ      |
| 17.     | Słowacja          | 75,0333    | 17.        | NQ      | NQ      |
| 18.     | Turcja            | 69,8667    | 18.        | NQ      | NQ      |
| 19.     | Tajlandia         | 68,5333    | 19.        | NQ      | NQ      |
| 20.     | Nowa Zelandia     | 67,6000    | 20.        | NQ      | NQ      |
| –       | Kanada            | DNS        | DNS        | NQ      | NQ      |